# Pałac Brzozowskich w Warszawie
Pałac Brzozowskich, także pałac Belina-Brzozowskich – pałac znajdujący się w Warszawie przy ul. Brackiej 20a.

## Opis
Pałac został zbudowany dla rodziny Brzozowskich herbu Belina w 1882 (właścicielem pałacu był m.in. Zenon Brzozowski) według projektu Bronisława Żochowskiego w stylu neobarokowym, nawiązującym do pałaców paryskich drugiej połowy XVII wieku. Znajduje się w głębi działki, za stojącą przy ulicy neorenesansową kamienicą czynszową Jaroszyńskich, wystawioną w 1848 według projektu Henryka Marconiego. Pałac należał do rodziny Brzozowskich do 1945.
Budynek zniszczony został podczas Powstania Warszawskiego. Zdobyty przez Niemców 10 września został odbity przez powstańców po pięciu dniach przy użyciu miotacza płomieni i intensywnego ostrzału. Wskutek pożaru spłonął wtedy ukryty na strychu obraz Jana Matejki Zamojski pod Byczyną.
Odbudowany po wojnie i podwyższony o jedno piętro pałac został przeznaczony na biura. Miały w nim siedzibę m.in. Naczelna Rada Adwokacka, Zarząd Główny i Okręgowy Zrzeszenia Prawników Polskich, a także redakcja pisma „Prawo i Życie”.
W 1965 pałac został wpisany do rejestru zabytków.

## W kulturze
Pałac posłużył za pierwowzór pałacu księżnej Bilińskiej, gdzie rozgrywał się jeden z wątków powieści Sława i chwała Jarosława Iwaszkiewicza. Tutaj także mieszka jedna z bohaterek Balzakianów Jacka Dehnela, Halina Rotter.

## Galeria

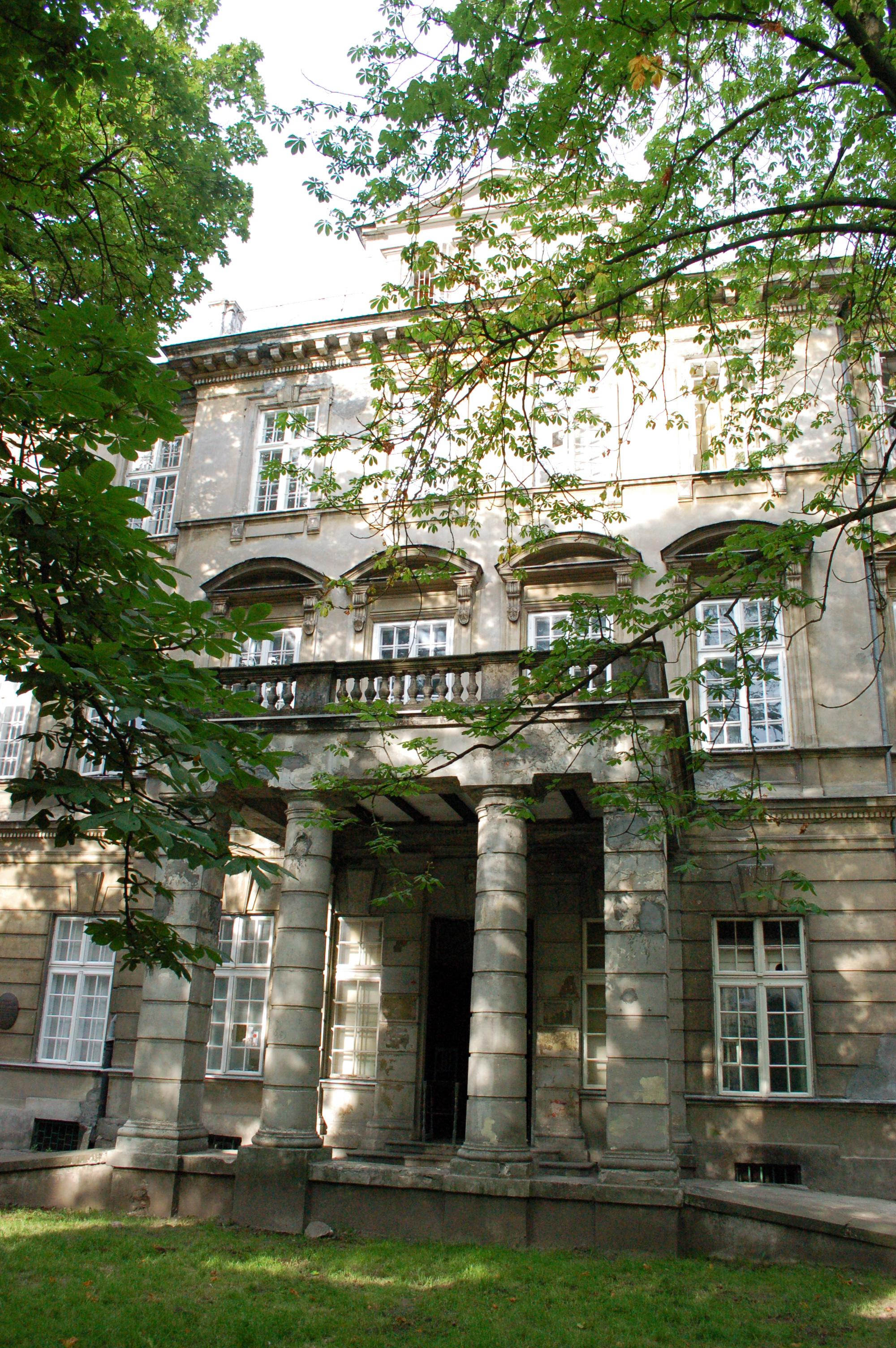
Pałac Brzozowskich od frontu
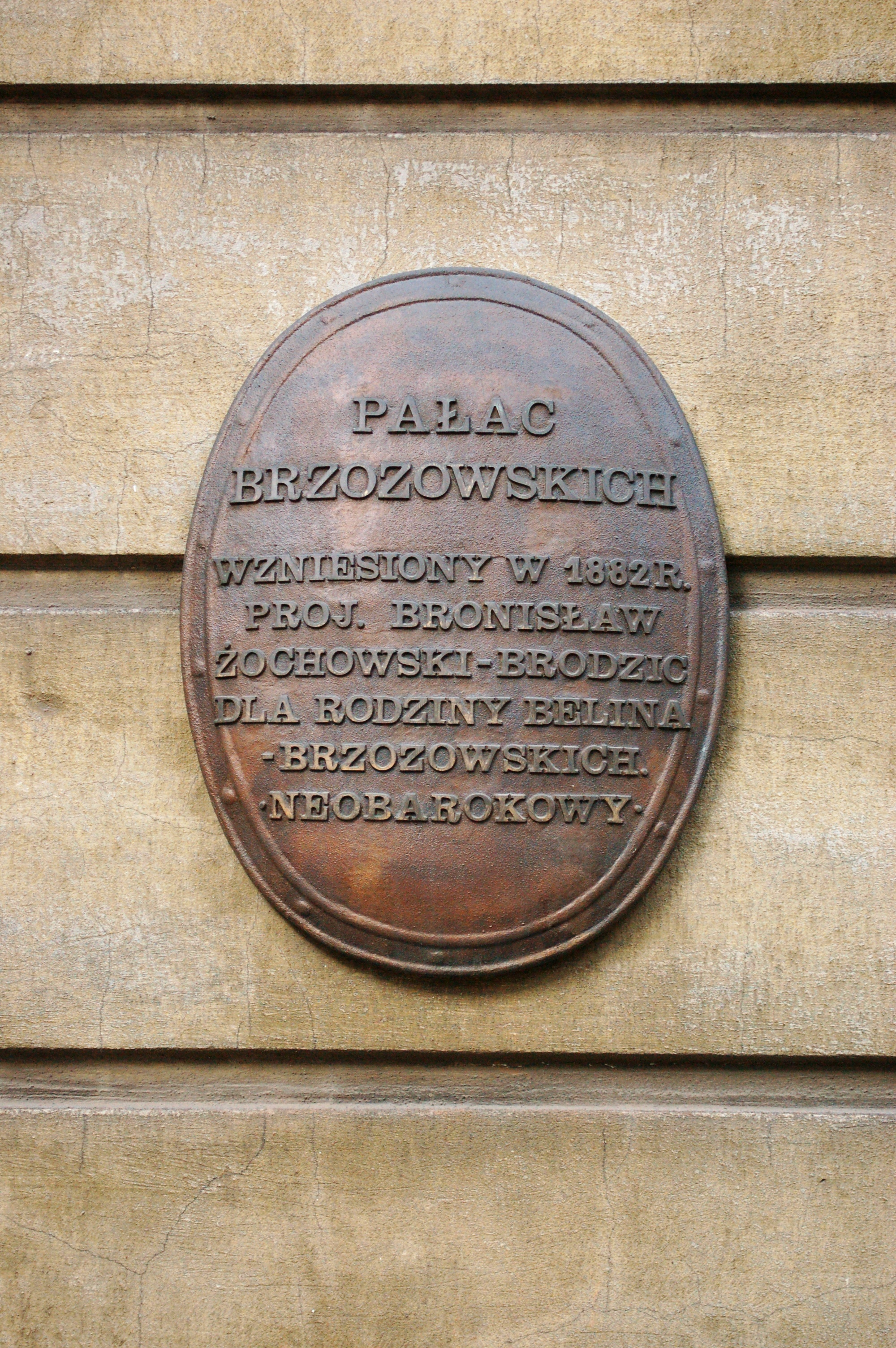
Tablica informacyjna na budynku